# Nadine Secunde
Nadine Secunde es una soprano norteamericana especializada en las óperas de Richard Wagner y Richard Strauss. 
Nació en Ohio y estudió en la Universidad de Indiana con Margaret Harshaw.
Gracias a una Beca Fulbright se perfeccionó en Alemania, en Wiesbaden y Colonia.
Ha cantado en los teatros de Múnich, Hamburg, Vienna, París, Brussels, Ámsterdam, Warsaw, Roma, Buenos Aires y Barcelona. El debut americano fue en la Lyric Opera de Chicago interpretando a Elisabeth en Tannhäuser, siguiéndole Seattle, Los Ángeles y San Francisco.
Debutó en el Festival de Bayreuth en 1987, interpretando a Elsa en Lohengrin, en la producción de Werner Herzog dirigida por Peter Schneider. Al año siguiente alternó el papel con el de Sieglinde en El anillo del nibelungo dirigido por Daniel Barenboim en la producción de Harry Kupfer (1988-1992).

## Discografía de referencia
- Strauss, Elektra (Chrysotemis) / Ozawa, Sinfónica de Boston, 1988
- Prokófiev, El ángel de fuego (Renata) / Jarvi, Sinfónica de Gothenburgo, 1990
- Wagner, El Anillo del Nibelungo (Sieglinde) / Barenboim, Festival de Bayreuth, 1991 (DVD)
- Britten, The Turn of the Screw (Miss Jessel) / Bedfort, Alderburgh, 1993
- Wagner, Tannhauser (Elisabeth) / Mehta, Ópera Estatal de Baviera, 1994
- Wagner, El Anillo del Nibelungo (Sieglinde) / Haenchen, Róterdam, 1999 (DVD)
- Shostakovich, Lady Macbeth de Mtsensk (Katerina) / Anissimov, Liceo de Barcelona, 2002 (DVD)